# Capelle (Nordkirchen)

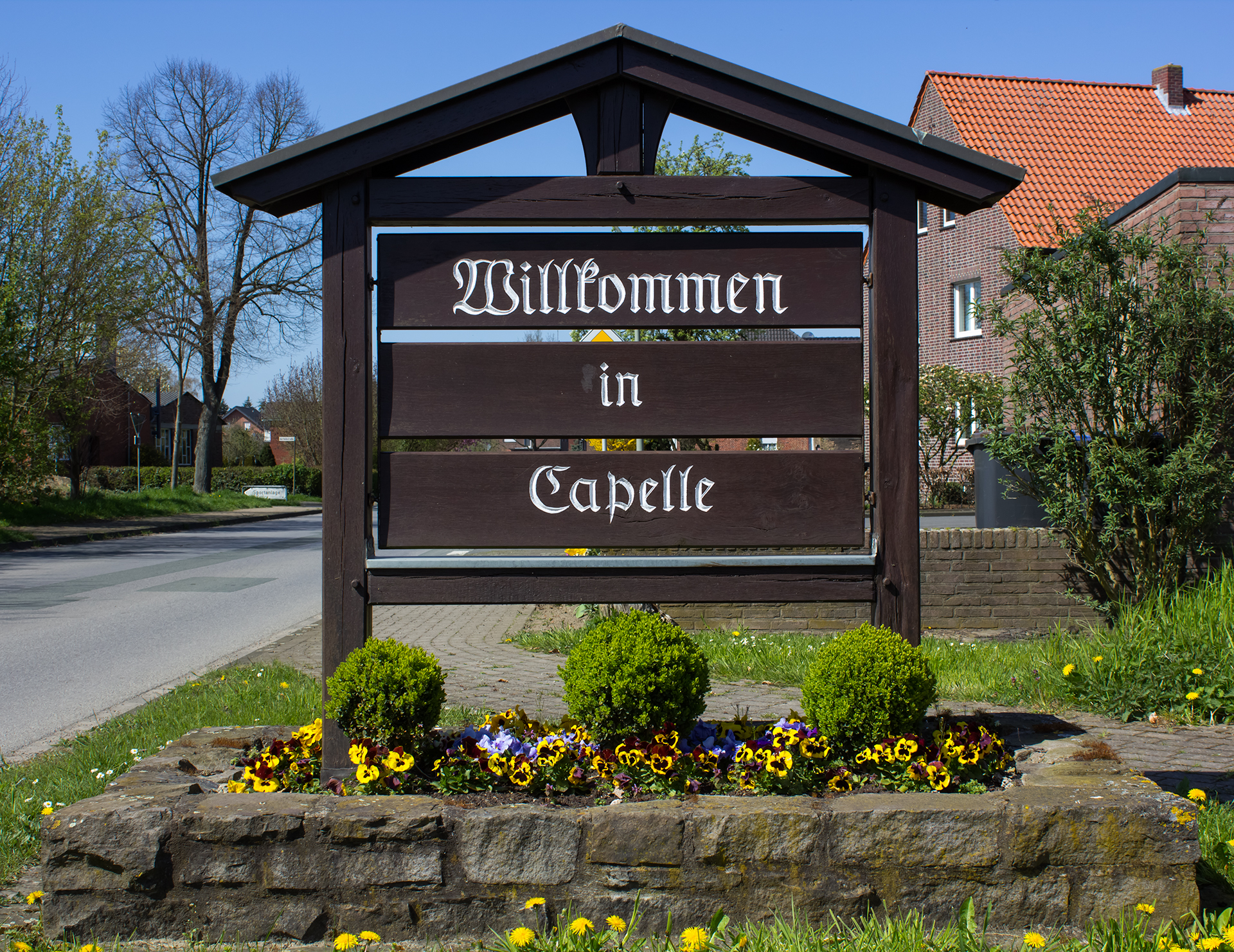
Ortseingangsschild Werner Straße

Capelle ist ein Ortsteil der Gemeinde Nordkirchen im Kreis Coesfeld in Nordrhein-Westfalen. 

## Lage
Capelle liegt östlich von Nordkirchen. Der Bahnhof liegt ca. 1,3 km östlich des Dorfes.

## Geschichte
Der Ort wird um 800 erstmals urkundlich erwähnt, als Kaiser Karl der Große dem ersten Bischof von Münster, Liudger, das Waldgebiet Ithari mit drei Oberhöfen schenkt. Einer davon wurde zu Capelle. 1698 wurde die  Pfarrkirche St. Dionysius erbaut. Bis 1933 gehörte Capelle zum Amt Werne. Nach dem Zweiten Weltkrieg und der Besetzung des Bunkers Schneiders kam es zum Amt Nordkirchen.
Am 1. Januar 1975 wurde Capelle nach Nordkirchen eingemeindet.

## Verkehr
Im Ort treffen sich die Landesstraße 671 und die Kreisstraße 15.
Der Ortsteil hat den Bahnhof Capelle (Westf) an der Bahnstrecke Preußen–Münster. Dort halten stündlich Regionalbahnen der Eurobahn (Linie RB 50 Der Lüner) zwischen Dortmund und Münster.
| Linie | Verlauf | Takt   |
| ----- | --- | ------ |
| RB 50 | Der Lüner: Dortmund Hbf – Dortmund-Kirchderne – Dortmund-Derne – Lünen-Preußen – Lünen Hbf – Werne a.d. Lippe – Capelle (Westf) – Ascheberg (Westf) – Davensberg – Münster-Amelsbüren – Münster (Westf) Hbf Stand: Fahrplanwechsel Dezember 2023 | 60 min |

Die Regiobuslinie R 53 des Busbetriebes EVG Euregio verbindet das Zentrum von Nordkirchen montags bis freitags mit dem Bahnhof Capelle und mit Lüdinghausen. Des Weiteren verkehrt in der Woche auch der Bürgerbus zwischen Capelle, Südkirchen, Nordkirchen, Herbern (Umstieg in den Ascheberger Bürgerbus am Bahnhof Capelle) und Selm.